# Wurgseks

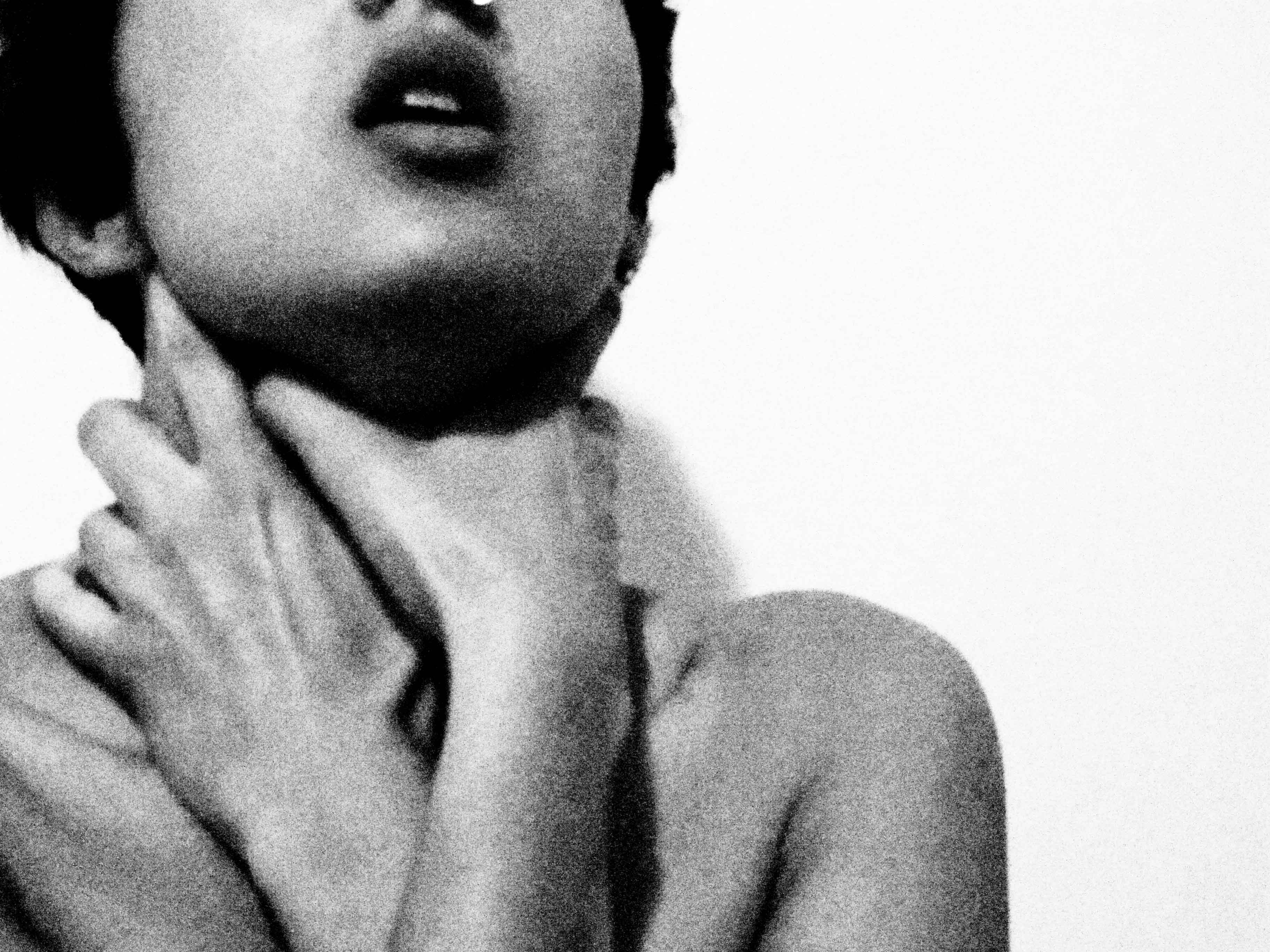

Wurgseks (ook breath control, choking, ademhalingscontrole of erotische asphyxiatie) is een seksuele handeling waarbij de ademhaling tijdelijk onderbroken wordt door de persoon zelf of door een ander ter verhoging van seksueel plezier. Het is een riskante vorm van seks, er zijn hoge risico's aan verbonden.
Het leidt tot zuurstofgebrek in de hersenen waardoor een licht hallucinerend gevoel kan ontstaan (trip). In sommige gevallen speelt het uitoefenen van macht als seksueel spel een rol, als dat niet op verzoek van de partner, of met diens uitdrukkelijke instemming gebeurt, is sprake van een strafbaar feit.
Bij masturbatie wordt het ook wel auto-erotische asfyxie (AEA) genoemd.

## Gangbaarheid
Wurgseks was eeuwenlang iets dat ongewoon was. Uit een Amerikaans online-onderzoek uitgevoerd in 2021 aan een universiteit, gaf 58% van de vrouwelijke studenten aan wel eens seks te hebben gehad waarbij ademhalingscontrole voorkwam, een kwart voor het eerst op hun 17e levensjaar, steeds in de passieve rol. Daar was het dus niet ongebruikelijk. Tegelijkertijd kwam uit dat onderzoek naar voren dat 127 personen bewusteloos raakten. Vrouwen waren veel vaker betrokken in de passieve rol en lopen daarom ook een aanzienlijk hoger risico dan mannen.
In Nieuw-Zeeland is wurgseks als trend geïdentificeerd. De opgaande lijn is ook zichtbaar bij gemelde gevallen van seksueel geweld tegen vrouwen.

## Technieken
Het beheersen van de ademhaling kan via verschillende technieken. Het kan eenvoudigweg door zelf de adem in te houden, door de mond of neusgaten te blokkeren met een mondknevel of masker, of met lichaamsdelen zoals een hand of gezicht, of gebruik te maken van plasticfolie of onderdompeling in water.
Daarnaast kan de zuurstoftoevoer in het lichaam beperkt worden door de slagaders in de nek of de luchtpijp in te drukken met een of beide handen of een arm.
Belangrijkste techniek is het afspreken van een zogenaamd stopsignaal dat onder alle omstandigheden kan worden afgegeven door de persoon in de passieve rol en waargenomen kan worden door de persoon in de actieve rol. Wordt het signaal gegeven dient altijd direct te worden gestopt met de handeling en moet aangebracht materiaal worden verwijderd. Er hoeft geen bijzondere reden te zijn of te worden genoemd om het stopsignaal te geven, dat mag ook niet door de ander worden gevraagd of geëist wil sprake zijn van seks met wederzijdse instemming.

## Risico's
Hersenen kunnen maximaal drie minuten zonder zuurstof, daarna ontstaat ernstig hersenletsel. Het dichtknijpen van de luchtpijp kan daarnaast ook plaatselijk letsel veroorzaken. Wurgseks kan ook tot verstikking leiden wanneer men dit solitair doet. In een onderzoek onder 4252 studenten van een Amerikaanse universiteitscampus meldden 127 personen bewusteloosheid, ruim 40% gaf aan niet te kunnen praten.

### Dodelijke slachtoffers
Seksuoloog Rik van Lunsen van het AMC schatte in 2020 het aantal doden in Nederland op jaarlijks 60, andere experts spraken in 2014 over tientallen doden per jaar, forensisch psycholoog Rik Goethals spreekt van te veel doden. In Nederland kwamen volgens het CBS bij auto-erotisch ongevallen door verstikking in 1998 acht gevallen, in 1999 twaalf, en in 2000 vijf personen om het leven. 
Een van de eerst geregistreerde door wurgseks omgekomen personen is componist Franz Kotzwara in 1791.

## 'Spel' of uitdaging
Het zichzelf of elkaar op verzoek verwurgen wordt niet noodzakelijk gerelateerd aan seks. Het kan ook bedoeld zijn als 'spel' ('stikspelletje') of uitdaging (challenge), vooral door kinderen, vaak om een video ervan op sociale media te plaatsen. Ook dan is het soms dodelijk. In Franssprekende landen spreekt men van ook wel van ´le jeu du foulard´ (sjaalspelletje).